# Evisa (geslacht)
Evisa is een geslacht van vlinders van de familie uilen (Noctuidae), uit de onderfamilie Hadeninae.

## Soorten
- E. pinkeri Boursin, 1970
- E. reisseri Wiltshire, 1952
- E. schawerdae Reisser, 1930